# Мухаммед Сідкі Сулейман
Мухаммед Сідкі Сулейман (араб. محمد صدقي سليمان; 1919 — 28 березня 1996) — єгипетський державний і політичний діяч, прем'єр-міністр Єгипту у 1966—1967 роках.

## Кар'єра
У 1962—1966 роках, займаючи посаду в уряді, відповідав за будівництво Асуанської греблі. Після цього отримав пост прем'єр-міністра. На період його врядування припала Шестиденна війна, що завершилась для Єгипту поразкою. Після відставки з посади глави уряду відійшов від великої політики. З 1971 до 1978 року очолював Центральну організацію аудиту Єгипту.